# Koiné uçidentala
Koiné uçidentala ("vanlig västlig") är en dialekt av lombardiska som talas i kantonen Ticino i Schweiz. Av talarna kallas språket Koine. Dialekten är den mest talade varianten av lombardiska i Ticino.